# Martín Yupanqui
Héctor Martín Yupanqui García (Lima, 20 ottobre 1962) è un ex calciatore peruviano, di ruolo portiere.